# ILGA-Europe

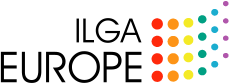
Logo van ILGA-Europe

International Lesbian, Gay, Bisexual, Trans and Intersex Association Europe, kortweg ILGA-Europe, is een regionale afdeling van de internationale lhbt-emancipatieorganisatie ILGA. ILGA-Europe is erkend door de Europese Unie als mensenrechtenorganisatie en heeft zijn hoofdzetel in Brussel.
Jaarlijks maakt ILGA-Europe de Rainbow index, een overzicht van hoe de rechten en de leefsituatie voor lhbti-personen in elk van de 49 Europese landen op dat moment zijn.